# Virtus Bergamo
Virtus Bergamo (ehemals Football Club AlzanoCene 1909) ist ein italienischer Fußballverein aus Alzano Lombardo und Seriate. Er entstand 2015 aus der Fusion des FC AlzanoCene 1909 aus Alzano Lombardo und Cene und von Aurora Seriate aus Seriate. Der Verein wurde 1909 gegründet und trägt seine Heimspiele im Stadio Carillo Pesenti Pigna aus, das Platz für 1.900 Zuschauer bietet. Der Vorgängerverein Alzano Virescit spielte ein Jahr in der Serie B. Derzeit ist Virtus Bergamo in der Serie D, der vierthöchsten Spielklasse in Italien, zu finden.

## Geschichte

Altes Logo

Der Football Club AlzanoCene 1909 wurde am 25. Juli 1909 in Alzano Lombardo, einer Stadt mit heutzutage ungefähr 14.000 Einwohnern in der Provinz Bergamo in der Lombardei gelegen, gegründet. Zunächst hieß der Verein FBC Alzano und verbrachte lange Jahre in den unteren Spielklassen des lombardischen Fußballs. Es folgten eine ganze Reihe von Namenswechseln, erst der 1945 gewählte Name FC Alzano hielt sich etwas länger. 
1946 drang der FC Alzano erstmals in die Serie C, die dritthöchste italienische Spielklasse, vor. Dort konnte man sich allerdings nicht halten und stieg schon nach einem Jahr wieder ab. Danach folgten wieder lange Jahre regionaler Fußball in Alzano Lombardo, erst 1996 konnte man genau fünfzig Jahre nach dem letzten Aufstieg in die dritte Liga – mittlerweile war dies die Serie C1 – vordringen. Während im ersten Jahr der Abstieg nur durch gewonnene Playout-Spiele gegen den AS Livorno verhindert werden konnte, wuchs die Mannschaft in der Folgesaison über sich hinaus. Die seit 1993 als Alzano Virescit spielende Mannschaft von Trainer Claudio Foscarini beendete die Girone A der Serie C1 1998/99 auf dem ersten Platz mit einem Vorsprung von fünf Punkten auf Como Calcio, was den erstmaligen Aufstieg von Alzano Virescit in die Serie B, Italiens zweithöchste Fußballliga, bedeutete. Dort spielte man eine respektable Saison, holte 45 Punkte und musste am Ende doch nur knapp den Gang zurück in die Serie C1 antreten. Als Drittletzter fehlten drei Punkte zum vom AC Pistoiese besetzten rettenden Ufer. 
Nach dem Abstieg aus der Serie B ging es rapide abwärts für Alzano Virescit. In der Serie C1 hielt man sich zwei Jahre erst in den Playout-Spielen, ehe 2003 dann doch der Abstieg hingenommen werden musste. Da erhebliche finanzielle Probleme hinzukamen, wurde aus dem sportlichen auch gleich noch ein Zwangsabstieg. Alzano Virescit wurde aufgelöst, es erfolgten Neugründung und -start in der Prima Categoria, der zweithöchsten regionalen Liga der Lombardei. 2007 folgte die Umbenennung in FC AlzanoCene 1909 in Folge der Fusion mit einem Verein aus dem benachbarten Ort Cene. Ein Jahr später kehrte AlzanoCene in die Serie D zurück, musste aus dieser jedoch 2014 nach verlorenen Relegationsspielen gegen den ASDC Borgomanero wieder absteigen. Von 2014 bis 2015 spielte der FC AlzanoCene 1909 wieder in der fünftklassigen Eccellenza Lombardia, stieg jedoch wieder in die Serie D auf. Im Sommer 2015 folgte die Fusion mit Aurora Seriate.

## Erfolge
- Serie C1: 1× (1998/99)
- Coppa Italia Serie C: 1× (1998)
- Serie D: 1× (1994/95)
- Eccellenza: 2× (2007/08, 2014/15)

## Bekannte Spieler
- Simone Barone
- Matteo Gritti
- Armando Madonna
- Fabiano Medina da Silva
- Igor Protti
- Damiano Zenoni

## Bekannte Trainer
- Claudio Foscarini
- Armando Madonna